# 工人造反报
《工人造反报》是由上海工人革命造反总司令部（简称“工总司”）主办的报纸。张春桥为之公开定调：“要起大报不能起的作用，讲大报不能讲的话。”

## 历史
1966年12月6日，工总司代表在北京向张春桥汇报了他们办报纸的计划，得到张春桥、姚文元支持。1966年12月11日，工总司在人民广场召开“迎头痛击资产阶级反动路线新反扑大会”，结束后，王洪文向曹荻秋提出办报要求，曹荻秋签字同意。
1966年12月28日创刊，对开4版，第一期发行28万份。出版初期为不定期刊，1967年2月第九期起公开零售。1967年8月由邮局发行。1968年2月改为每周二期，当年平均期发行量达40余万份，最高曾达64万份。1971年停刊，前后历时8年，共出版445期。
1967年6月，工总司总部从新民晚报社和原上海市总工会抽调了十多人去工人造反报社，并进行业务分组。1968年1月15日，工人造反报社全面清理人员。

## 评论
- “在张春桥和王洪文的直接控制操纵下，《工人造反报》确实起到了‘官办’报纸所不能起的作用，成为中央文革极‘左’派和上海工人造反派的喉舌与阵地，正规报纸不便刊登的文章，它刊登；正规报纸不便点名的对象，它点。”[誰說的？]
- “上海《工人造反报》是出版时间最长的群众组织报刊。该报从创刊之始，就是中央文革小组的御用工具。 ”[1][2]